# Ute Bitterlich
Ute Bitterlich (* 1965) ist eine ehemalige deutsche Volleyballspielerin.
Ute Bitterlich war 51-fache Nationalspielerin für die Frauen-Volleyballnationalmannschaft der DDR, mit der sie 1986 das Halbfinale der Weltmeisterschaft in Prag erreichte. Mit ihrem Verein SC Traktor Schwerin gewann die Außenangreiferin 1988 und 1990 den FDGB-Pokal. Nach der Wende spielte Bitterlich beim Bundesligisten VG Alstertal-Harksheide.